# États-Unis aux Jeux olympiques d'été de 1924
Les États-Unis participent aux Jeux olympiques d'été de 1924 à Paris en France. 299 athlètes américains, 275 hommes et 24 femmes, ont participé à 108 compétitions dans 18 sports. Ils y ont obtenu 99 médailles : 45 d'or, 27 d'argent et 27 de bronze. Les États-Unis terminent à la première place du tableau des médailles.

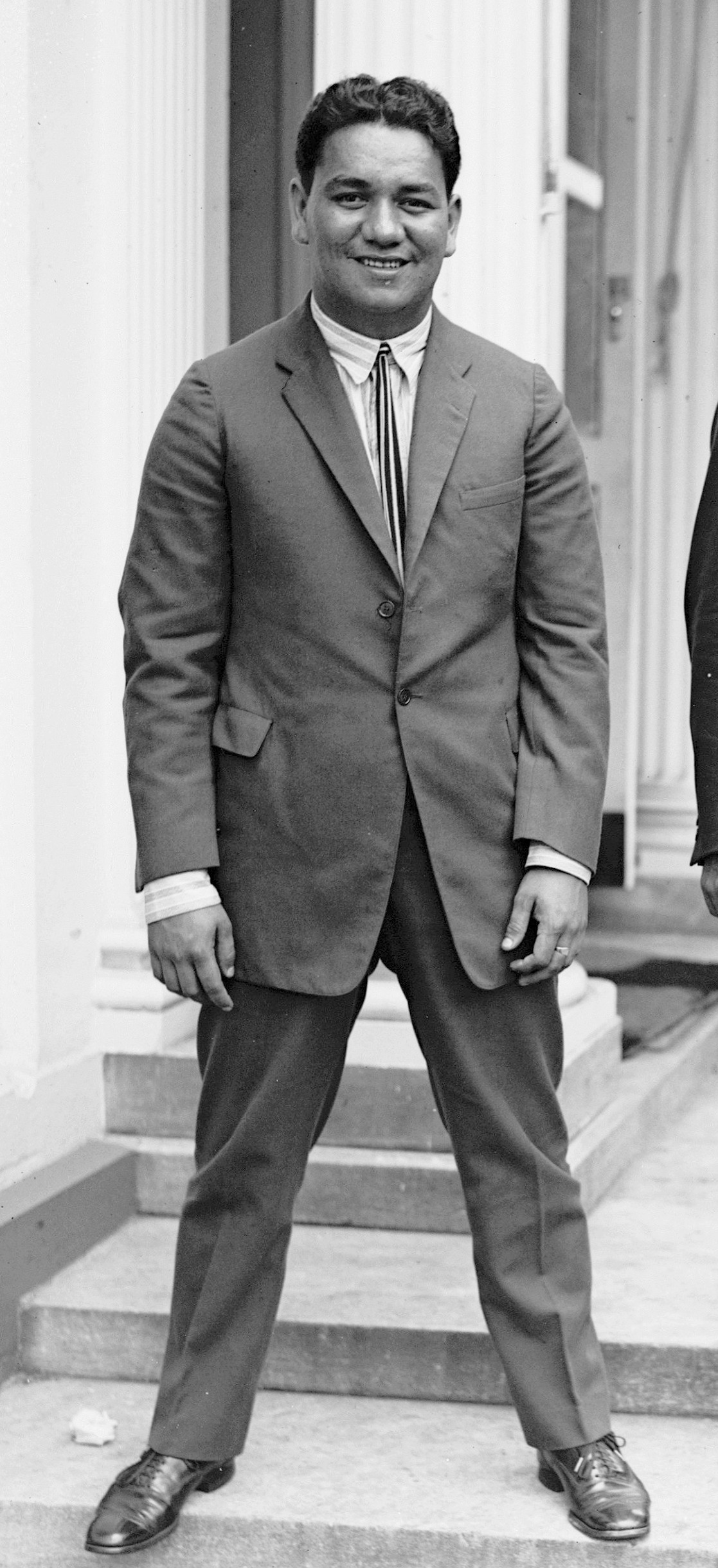
Warren Kealoha champion olympique en natation sur 100 m dos.

## Bilan global
| Sport       | Médaille d'or, Jeux olympiques | Médaille d'argent, Jeux olympiques | Médaille de bronze, Jeux olympiques | Total |
| Athlétisme  | 12                             | 10                                 | 10                                  | 32    |
| Aviron      | 2                              | 1                                  | 2                                   | 5     |
| Boxe        | 2                              | 2                                  | 2                                   | 6     |
| Équitation  | 0                              | 0                                  | 1                                   | 1     |
| Gymnastique | 1                              | 0                                  | 0                                   | 1     |
| Lutte       | 4                              | 1                                  | 1                                   | 6     |
| Natation    | 9                              | 5                                  | 5                                   | 19    |
| Plongeon    | 4                              | 4                                  | 3                                   | 11    |
| Polo        | 0                              | 1                                  | 0                                   | 1     |
| Rugby       | 1                              | 0                                  | 0                                   | 1     |
| Tennis      | 5                              | 1                                  | 0                                   | 6     |
| Tir         | 5                              | 2                                  | 2                                   | 9     |
| Water-polo  | 0                              | 0                                  | 1                                   | 1     |
|             | 45                             | 27                                 | 27                                  | 99    |

## Liste des médaillés américains

### Médailles d'or
| Sport                                              | Discipline | Sportifs |
| Médailles d’or 45                                  | |          |
| Athlétisme                                         | |          |
| 200 m                                              | Jackson Scholz |          |
| 110 m haies                                        | Dan Kinsey |          |
| 400 m haies                                        | Morgan Taylor |          |
| 4 × 100 m                                          | Loren Murchison, Louis Clarke Frank Hussey, Alfred LeConey |          |
| 4 × 400 m                                          | Commodore Cochran, Alan Helffrich Oliver MacDonald, William Stevenson |          |
| Saut en hauteur                                    | Harold Osborn |          |
| Saut en longueur                                   | DeHart Hubbard |          |
| Saut à la perche                                   | Lee Barnes |          |
| Lancer du poids                                    | Clarence Houser |          |
| Lancer du disque                                   | Clarence Houser |          |
| Lancer du marteau                                  | Fred Tootell |          |
| Décathlon                                          | Harold Osborn |          |
| Aviron                                             | |          |
| Double-scull homme                                 | John Kelly, Sr, Paul Costello |          |
| Huit hommes                                        | Leonard Carpenter, Howard Kingsbury, Alfred Lindley John Miller, James Rockefeller, Frederick Sheffield Benjamin Spock, Laurence Stoddard |          |
| Boxe                                               | |          |
| Poids mouches (−50,8 kg)                           | Fidel LaBarba |          |
| Poids plumes (−57,2 kg)                            | Jackie Fields |          |
| Gymnastique                                        | |          |
| Saut                                               | Frank Kriz |          |
| Lutte                                              | |          |
| Poids plume, 56 – 61 kg                            | Robin Reed |          |
| Poids légers, 61 – 66 kg                           | Russell Vis |          |
| Poids mi-lourds, 79 – 87 kg                        | John Spellman |          |
| Poids lourds, +87 kg                               | Harry Steel |          |
| Natation                                           | |          |
| 100 m nage libre hommes                            | Johnny Weissmuller |          |
| 400 m nage libre hommes                            | Johnny Weissmuller |          |
| 100 m dos hommes                                   | Warren Kealoha |          |
| 200 m dos hommes                                   | Robert Skelton |          |
| 4 × 200 m nage libre hommes                        | Ralph Breyer, Harrison Glancy Wallace O'Connor, Johnny Weissmuller |          |
| 100 m nage libre femmes                            | Ethel Lackie |          |
| 400 m nage libre femmes                            | Martha Norelius |          |
| 100 m dos femmes                                   | Sybil Bauer |          |
| 4 × 100 m nage libre femmes                        | Euphrasia Donnelly, Gertrude Ederle Ethel Lackie, Mariechen Wehselau |          |
| Plongeon                                           | |          |
| Tremplin à 3 m hommes                              | Albert White |          |
| Tremplin à 3 m femmes                              | Elizabeth Becker-Pinkston |          |
| Plongeon de haut vol hommes Plateforme à 10 mètres | Albert White |          |
| Plongeon de haut vol femmes Plateforme à 10 mètres | Caroline Smith |          |
| Rugby                                              | |          |
| Équipe                                             | Philip Clark, Norman Cleaveland, Dudley DeGroot Robert Devereux, George Martin Dixon, Charlie Doe Linn Farrish, Edward Graff, Richard Hyland Caesar Mannelli, John O'Neil, Jack Patrick William Rogers, Rudy Scholz, Colby Slater Norman Slater, Edward Turkington, Alan Valentine Alan Williams N'ayant joué aucun match : Charlie Austin, R. Brown, J. Cashel Hugh Cunningham, C. Grondona, Lou Hunter Charles Mehan, John Muldoon, William Muldoon Charles Tilden |          |
| Tennis                                             | |          |
| Simple dames                                       | Helen Wills |          |
| Simple messieurs                                   | Vincent Richards |          |
| Double dames                                       | Hazel Hotchkiss Wightman, Helen Wills |          |
| Double messieurs                                   | Francis Hunter, Vincent Richards |          |
| Double mixte                                       | Hazel Hotchkiss Wightman, Richard Williams |          |
| Tir                                                | |          |
| Pistolet feu rapide à 25 m                         | Henry Bailey |          |
| Carabine par équipes                               | Raymond Coulter, Joseph Crockett, Morris Fisher Sidney Hinds, Walter Stokes |          |
| Carabine à 600 m                                   | Morris Fisher |          |
| Tir au cerf courant coup simple à 100 m            | John Boles |          |
| Tir aux pigeons par équipes                        | Frederick Etchen, Frank Hughes, Samuel Sharman William Silkworth John Noel, Clarence Platt |          |

### Médailles d'argent
| Sport                                              | Discipline                                                                             | Sportifs |
| Médailles d’argent 27                              |                                                                                        |          |
| Athlétisme                                         |                                                                                        |          |
| 100 m                                              | Jackson Scholz                                                                         |          |
| 200 m                                              | Charles Paddock                                                                        |          |
| 400 m                                              | Horatio Fitch                                                                          |          |
| Cross-country par équipes                          | Earl Johnson, Arthur Studenroth, August Fager Jimmy Henigan*, John Gray*, Verne Booth* |          |
| Saut en hauteur                                    | Leroy Brown                                                                            |          |
| Saut en longueur                                   | Edward Gourdin                                                                         |          |
| Saut à la perche                                   | Glenn Graham                                                                           |          |
| Lancer du poids                                    | Glenn Hartranft                                                                        |          |
| Lancer du marteau                                  | Matthew McGrath                                                                        |          |
| Décathlon                                          | Emerson Norton                                                                         |          |
| Aviron                                             |                                                                                        |          |
| Skiff hommes                                       | William Gilmore                                                                        |          |
| Boxe                                               |                                                                                        |          |
| Poids coqs (-53,5 kg)                              | Salvatore Tripoli                                                                      |          |
| Poids plume (-57,2 kg)                             | Joseph Salas                                                                           |          |
| Lutte                                              |                                                                                        |          |
| Poids plume, 56 – 61 kg                            | Chester Newton                                                                         |          |
| Natation                                           |                                                                                        |          |
| 100 m nage libre hommes                            | Duke Kahanamoku                                                                        |          |
| 100 m dos hommes                                   | Paul Wyatt                                                                             |          |
| 100 m nage libre femmes                            | Mariechen Wehselau                                                                     |          |
| 400 m nage libre femmes                            | Helen Wainwright                                                                       |          |
| 200 m brasse femmes                                | Agnes Geraghty                                                                         |          |
| Plongeon                                           |                                                                                        |          |
| Tremplin à 3 m hommes                              | Pete Desjardins                                                                        |          |
| Tremplin à 3 m femmes                              | Aileen Riggin                                                                          |          |
| Plongeon de haut vol hommes Plateforme à 10 mètres | David Fall                                                                             |          |
| Plongeon de haut vol femmes Plateforme à 10 mètres | Elizabeth Becker-Pinkston                                                              |          |
| Polo                                               |                                                                                        |          |
| Équipe                                             | Elmer Boeseke, Tommy Hitchcock Frederick Roe, Rodman Wanamaker                         |          |
| Tennis                                             |                                                                                        |          |
| Double mixte                                       | Marion Zinderstein Jessup, Vincent Richards                                            |          |
| Tir                                                |                                                                                        |          |
| Carabine à 50 m position couchée                   | Marcus Dinwiddie                                                                       |          |
| Carabine à 600 m                                   | Carl Osburn                                                                            |          |

* : n'ont pas marqué de points mais sont médaillés tout de même.

### Médailles de bronze
| Sport                                               | Discipline | Sportifs |
| Médailles de bronze 27                              | |          |
| Athlétisme                                          | |          |
| 800 m                                               | Schuyler Enck |          |
| Marathon                                            | Clarence DeMar |          |
| 400 m haies                                         | Ivan Riley |          |
| Cross-country individuel                            | Earl Johnson |          |
| 3 000 m par équipe                                  | Edward Kirby, William Cox, Willard Tibbetts Leo Larrivee*, Joie Ray*, James Connolly*                                                    |          |
| Saut à la perche                                    | James Brooker |          |
| Lancer du poids                                     | Ralph Hills |          |
| Lancer du disque                                    | Thomas Lieb |          |
| Lancer du javelot                                   | Eugene Oberst |          |
| Pentathlon                                          | Robert LeGendre |          |
| Aviron                                              | |          |
| Deux avec barreur                                   | Leon Butler, Harold Wilson, Edward Jennings                                                                                              |          |
| Quatre avec barreur                                 | John Kennedy, Edward Mitchell, Henry Welsford Sidney Jelinek, Robert Gerhardt                                                            |          |
| Boxe                                                | |          |
| Poids mouches (-−50,8 kg)                           | Raymond Fee |          |
| Poids légers (-61,2 kg)                             | Frederick Boylstein |          |
| Équitation                                          | |          |
| Concours complet                                    | Sloan Doak |          |
| Lutte                                               | |          |
| Poids Coqs, - 56 kg                                 | Bryan Hines |          |
| Natation                                            | |          |
| 100 m nage libre hommes                             | Samuel Kahanamoku |          |
| 200 m brasse hommes                                 | William Kirschbaum |          |
| 100 m nage libre femmes                             | Gertrude Ederle |          |
| 400 m nage libre femmes                             | Gertrude Ederle |          |
| 100 m dos femmes                                    | Aileen Riggin |          |
| Plongeon                                            | |          |
| Tremplin à 3 m hommes                               | Clarence Pinkston |          |
| Tremplin à 3 m femmes                               | Caroline Fletcher |          |
| Plongeon de haut vol hommes Plateforme à 10 mètres  | Clarence Pinkston |          |
| Tir                                                 | |          |
| Tir au cerf courant coup simple à 100 m par équipes | John Boles, Raymond Coulter Dennis Fenton, Walter Stokes                                                                                 |          |
| Fosse olympique                                     | Frank Hugues |          |
| Water-polo                                          | |          |
| Équipe                                              | Arthur Austin, Frederick Lauer, Clarence Michell John Bayes Norton, Wallace O'Connor, Herbert Vollmer George Schroth, Johnny Weissmuller |          |

* : n'ont pas marqué de points mais sont médaillés tout de même.